# Palliduphantes gypsi
Palliduphantes gypsi es una especie de arañas araneomorfas cavernícola de la familia Linyphiidae.

## Distribución geográfica
Es endémica del sur de la península ibérica (España).